# Salix souliei
Salix souliei là một loài thực vật có hoa trong họ Liễu. Loài này được Seemen miêu tả khoa học đầu tiên năm 1906.